# Camanchia grovensis
Camanchia grovensis è artropode estinto, appartenente ai chelicerati. Visse nel Siluriano medio (circa 432 - 428 milioni di anni fa) e i suoi resti fossili sono stati ritrovati in Nordamerica.

## Descrizione
Il prosoma di Camanchia è ricoperto da un carapace subtriangolare debolmente curvo con ampio ispessimento ventrale che attraversa il margine del carapace. I dettagli delle 6 coppie di appendici prosomali (cheliceri e 5 paia di zampe) rimangono oscure, ma almeno la prima coppia di zampe (appendice II) ha terminazioni a sperone. L'opistosoma è esternamente a 10 segmenti con tergiti che possiedono pleure smussate (estensioni laterali). Gli ultimi 3 segmenti opistosomiali formano uno stretto postaddome con brevi pleure. Il telson non è conosciuto. Il margine del carapace e le pleure possiedono tubercoli.

## Classificazione
Camanchia, inizialmente ascritto al gruppo parafiletico Synziphosurina, è stato poi considerato un rappresentante basale dei chelicerati, nel clade Prosomapoda. Una forma affine era Venustulus, mentre il ben noto Weinbergina potrebbe essere leggermente più arcaico, anche se più recente. 
Camanchia grovensis è stato descritto per la prima volta nel 2011, sulla base di resti fossili (tra i pochi sinzifosurini che mostrano prove di appendici) ritrovati nel Konservat-Lagerstätte di Clinton County, Iowa.